# 11464 Moser
11464 Moser este o planetă minoră (asteroid), cu un diametru de 5,422 km, din centura de asteroizi. A fost descoperită pe 6 martie 1981 la Observatorul Siding Spring de Schelte J. Bus. 
Obiectul prezintă o orbită caracterizată de o semiaxă mare de 2,9892613 UAi, o excentricitate de 0,26, o înclinație de 1,34767 ° în raport cu ecliptica.